# Републикански път III-1304
Републикански път IIІ-1304 е третокласен път, част от Републиканската пътна мрежа на България, преминаващ по територията на Врачанска и Плевенска област. Дължината му е 19 km.
Пътят се отклонява надясно при 62,9 km на Републикански път II-13 източно град Бяла Слатина и се насочва на югоизток през Западната Дунавска равнина. Преминава през село Търнак, навлиза в Плевенска област, минава през северната част на село Лазарово и през центъра на село Бреница и югоизточно от него се свързва с Републикански път III-1306 при неговия 5,7 km.
| Пътища, отклоняващи се надясно (населено място, № на пътя, посока на пътя) | km   | Пътища, отклоняващи се наляво (посока на пътя, № на пътя, населено място) |
| -------------------------------------------------------------------------- | ---- | ------------------------------------------------------------------------- |
| Община Бяла Слатина, Област Враца, II-13, 62,6 km →                        | 0,0  | → 62,6 km, II-13, Област Враца, Община Бяла Слатина                       |
| с. Търнак                                                                  | 5,6  | с. Търнак                                                                 |
| Община Кнежа, Област Плевен                                                | 8,8  | Област Плевен, Община Кнежа                                               |
| (от гр. Луковит) III-306, 28,9 km →                                        | 10,4 | → 28,9 km, III-306 (до гр. Оряхово)                                       |
| с. Лазарово                                                                | 11,9 | с. Лазарово                                                               |
| с. Бреница                                                                 | 15,1 | → с. Бреница, общински път (за гр. Кнежа)                                 |
| (до 8,6 km на II-15) III-1306, 5,7 km ←                                    | 15,0 | ← 5,7 km, III-1306 (от 84,3 km на II-13)                                  |